# Torsten Dufva
Torsten Fridolf Wilhelm Dufva, född 4 november 1905 i Torups församling, Hallands län, död 12 september 1997 i Laholm, var en svensk kommunalborgmästare och advokat.
Dufva, som var son till köpman Malcolm Dufva och Agnes Nilsson, avlade studentexamen i Halmstad 1926 och blev juris kandidat vid Lunds universitet 1934. Efter tingstjänstgöring i Ångermanlands västra domsaga 1934–1936 bedrev han egen advokatverksamhet i Sunne 1937–1948, i Laholm från 1948, och var kommunalborgmästare i Laholms stad från 1948. Han var ordförande i byggnadsnämnden från 1958.